# Petits Chanteurs de Saint-André de Colmar
 (août 2008).
Améliorez-le ou discutez des points à vérifier. 
Le chœur d'enfants des Petits Chanteurs de Saint-André de Colmar est un chœur mixte alsacien faisant jadis partie de la Fédération des Pueri Cantores.

## Historique
Le chœur a été créé en septembre 1987 par Frère Olivier Glaize, marianiste, et est dirigé depuis septembre 2004 par Guillaume Burgmeier.
Les Petits Chanteurs de Saint-André de Colmar regroupe actuellement une soixantaine de choristes de 6 à 18 ans, provenant de Colmar et ses alentours. Depuis 2004, la direction musicale est confiée à Guillaume Burgmeier. Affiliée à la Fédération Française des Pueri Cantores, elle adhère pleinement à son projet éducatif pour les jeunes.
Cette chorale basée dans le collège Saint-André de Colmar a trois objectifs :
L'objectif musical : les exigences musicales poussent les choristes à développer leurs qualités vocales.
L'objectif humain : la vie en groupe, encore plus lors des camps chantants et des tournées, responsabilise les choristes et les invite à prendre des initiatives, à devenir autonomes.
L'objectif spirituel : le but premier de la chorale, l’épanouissement du choriste, se fait en adhésion avec la Charte et la Prière des Petits Chanteurs.

## Direction musicale
Né en 1982, Guillaume Burgmeier intègre les Petits Chanteurs de Colmar en septembre 1993 en tant que choriste. Il prend successivement diverses responsabilités au sein du chœur (chef de pupitre, organiste, assistant), et la direction musicale des Petits Chanteurs lui est confiée en septembre 2004.
Titulaire du CAFEP d'Education Musicale et Chant Choral ainsi que d'une médaille en orgue obtenue à l'ENM de Colmar, il a étudié le chant avec Francis Jeser et la direction de chœur avec Catherine Fender.